# DAF 600
La DAF 600 è stata la prima automobile prodotta dalla Casa olandese DAF.

## Sviluppo
Presentata all'esposizione automobilistica di Amsterdam il 7 febbraio del 1958, la vettura entrò in produzione il 23 marzo del 1959 e vi rimase sino al 1963.

## Tecnica
La DAF 600 vantava un rivoluzionario cambio automatico chiamato "Variomatic". Era mossa da un propulsore boxer bicilindrico raffreddato ad aria da 590 cc che erogava la potenza di 22 cv. Esso permetteva alla vettura di raggiungere la velocità massima di 90 km/h. Fu la vettura dotata di cambio automatico più economica mai prodotta.